# ヤン・デルクセン

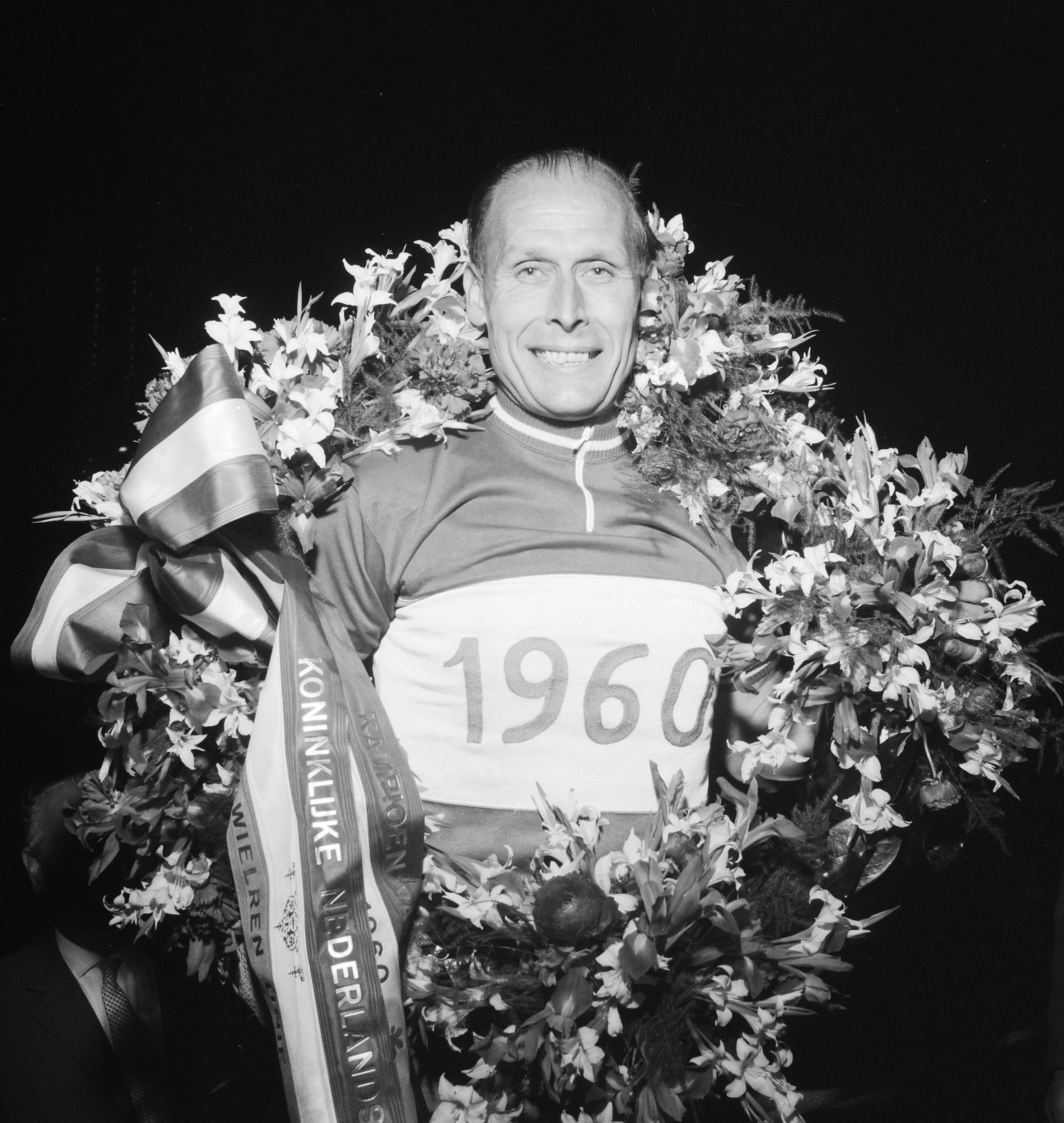
ヤン・デルクセン 1960

ヤン・デルクセン（Jan Derksen、1919年1月23日 - 2011年5月22日）は、オランダ、ヘールトリュイデンベルフ出身の自転車競技（トラックレース）選手。
世界選手権自転車競技大会のスプリントで、アマ部門1回、プロ部門2回の優勝を果たした。

## 来歴
1938年
- トラックレース世界選手権 アマ・スプリント 3位

1939年
- 第二次世界大戦前最後の大会となったトラックレース世界選手権 アマ・スプリントで優勝。
- グランプリ・ド・パリ アマ部門 優勝

1940年、プロ転向。   
1942年
- グランプリ・ド・コペンハーゲン 優勝

1943年
- オランダ選手権 スプリント 優勝

1946年
- 第二次世界大戦後初めて行われたトラックレース世界選手権プロ・スプリントで優勝。

1949年
- オランダ選手権 スプリント 優勝
- トラックレース世界選手権 プロ・スプリント 2位

1950年
- グランプリ・ド・パリ 優勝
- トラックレース世界選手権 プロ・スプリント 3位

1951年
- グランプリ・ド・コペンハーゲン 優勝

1952年
- オランダ選手権 スプリント 優勝
- トラックレース世界選手権 プロ・スプリント 3位

1953年
- オランダ選手権 スプリント 優勝

1954年
- オランダ選手権 スプリント 優勝

1955年
- オランダ選手権 スプリント 優勝

1957年
- トラックレース世界選手権 プロ・スプリント 優勝。
- オランダ選手権 スプリント 優勝

1958年
- グランプリ・ド・パリ 優勝
- オランダ選手権 スプリント 優勝

1959年
- オランダ選手権 スプリント 優勝
- トラックレース世界選手権 プロ・スプリント 3位

1960年
- オランダ選手権 スプリント 優勝

1961年
- オランダ選手権 スプリント 優勝

1962年
- オランダ選手権 スプリント 優勝

1963年
- オランダ選手権 スプリント 優勝
- 同年、現役引退。

引退後は、ナショナルチームのコーチなどを歴任した。